# Wolfgang Häberle
Wolfgang Häberle (* 11. Mai 1951 in Bietigheim) ist ein deutscher Maler und Grafiker.

## Leben und Werk
Nach dem Abitur studierte Häberle von 1973 bis 1978 an der Staatlichen Akademie der Bildenden Künste Stuttgart bei Hugo Peters, Gunter Böhmer und Rudolf Schoofs. Seit 1984 ist er Mitglied des Künstlerbundes Baden-Württemberg. Er lebt und arbeitet in Löchgau und Freudental. In seinen Gemälden verbindet er Figuration, Wirklichkeitsnähe und Expressivität.

## Ausstellungen (Auswahl)
- Galerie im Unteren Tor, Bietigheim-Bissingen, 1980
- Kunstforum Heilbronn, 1982
- Galerie der Stadt Kornwestheim, 1987
- Galerie Bayer, Bietigheim-Bissingen, 2001
- Galerie Planie 22, Reutlingen, 2002
- Rathausgalerie Aalen (mit Gunther Stilling / Plastik), 2006
- Städtische Galerie Bietigheim-Bissingen, 2007
- Rathaus Galerie Balingen, 2007
- Kreishaus Ludwigsburg, 2011